# Carlos Méndez González
Carlos Humberto Méndez González (Ciudad de México, 15 de mayo de 1984) conocido en los medios como La Bestia, es un femicida mexicano.
Es el sospechoso principal del asesinato de su pareja de 17 años, ocurrido el 9 de abril de 2009 en Aguascalientes, tras lo cual y bajo la identidad falsa de Igor Yaroslav González González, escapó a Chile, en donde, el 20 de diciembre de 2020, asesinó a otra mujer. Por este último crimen, sirve una condena de cadena perpetua, aunque espera una extradición a México para ser enjuiciado por su primer crimen. 

## Biografía
Carlos Méndez González nació en Ciudad de México, hijo de José de Jesús Méndez Salomón y María Eugenia González Calvo, una profesora jubilada. De acuerdo a los padres de su primera víctima, se destacaba por ser una persona de poca expresión y socialmente recluido. Pertenecía a la cultura otaku y típicamente se hacía daño a sí mismo con quemaduras y hasta tenía una cicatriz autoprovocada en el rostro, lo cual lo hacía para "sentirse bien con el dolor".

### Primer asesinato
Itzel Monroy Barraza, venía de una familia de tradición médica de  Aguascalientes y estudiante del CBTIS 168; Se contactó con Méndez a través de Facebook Messenger y MySpace, aproximadamente en 2007. Ellos comenzaron una relación amorosa, la cual su familia no detectó por un año y medio. Mientras estaban juntos, Méndez mantuvo poco contacto con su familia, solo visitándolos para responder sus preguntas. No conocieron a su familia, su trabajo, ni su círculo interno. La familia de Monroy alega que, tras iniciar su relación, se convirtió más introvertida y sería, una posible víctima de violencia de género, dado que típicamente llegaba a casa con moretones en los brazos y las piernas.
En el jueves 9 de abril de 2009, Itzel Monroy fue a la casa de Méndez a terminar su relación, citándole a su madre que la abusada psicológicamente y que quería comenzar una relación con un compañero de clases con el cual estaba saliendo de hace 15 días. Mientras estaba en su casa, le mandó varios mensajes de texto a su nueva pareja, asegurándolo que lo amaba y que quería estar con el. De ahí, Méndez lo llamó del teléfono de esta, gritándole y asegurándole que seguirían juntos y que no permitiría esta nueva relación. Esa tarde, Méndez le advirtió a su compañero de casa que no llegara tan temprano a casa porque estaría con su novia. Cuando Eugenia González finalmente llegó a casa, se encontró con el cadáver de Itzel Monroy, en ese entonces de 17 años, con una herida cortopunzante. Vecinos escucharon ruidos, pero asumieron que se trataba de una fiesta, dado al volumen fuerte de la música que Méndez había puesto. No hubo testigos que lo vieron salir, por lo cual no se supo su vestimenta al momento del escape. De acuerdo a la familia de Monroy, hubo negligencias de parte de la policía, dado que el asesinato ocurrió un viernes y las investigaciones no comenzaron hasta la siguiente semana, dándole más de dos días a Méndez para escaparse.
Los padres de Méndez, quienes vivían en su mismo barrio, desaparecieron por dos días después del asesinato antes de volver y declarar que no se querían ser vistos involucrados en el caso a pesar de ser sus padres. El asesinato ocurrió en el mismo apartamento de Méndez, ubicado en el Fraccionamiento Lomas de Santa Anita en Aguascalientes, estado del centro norte de México reconocido por su baja tasa de crimen, contrastándose con el resto del país. Hubo tres investigaciones en total, pero solo tras 6 años de investigación se pudo decretar una orden de detención de Méndez, quien ya se encontraba en Chile.

### Tiempo en Chile
Aunque originalmente se teorizó que se escaparía a Estados Unidos, fue visto por última vez en Oaxaca en 2011, señalando que se iba a escapar del país por la ruta sur. Entró a Chile en 2013, entrando por la frontera nortiña con Perú, ahí tomando su identidad falsa de "Igor Yaroslav González González", nacido el 10 de diciembre de 1995, la cual recibía su primer nombre de un personaje de anime. Durante su vivienda en el país, vivió en dos distintos apartamentos arrendados del activista político capitalista Juan Sebastián Izquierdo, quien testificó en su contra durante su juicio. No tuvo empleo formal, pero si se desempeñada de vez en cuando con trabajos relacionados con la informática. Además, recibía encomiendas de dinero regulares de parte de su madre, María Eugenia González Calvo, con quien se mantuvo en contacto.

### Segundo asesinato
María Isabel Pávez Zamora, estudiaba obstetricia en la Universidad Diego Portales y participaba en el activismo feminista, tomando lugar en las marchas de Plaza Baquedano durante el estallido social. Isabel Pávez conoció a "Igor" en un evento de anime en Avenida Grecia. A pesar de su gran diferencia de edad De acuerdo a los padres de Pávez, nunca tuvieron agresiones o alteraciones entre sí mismos mientras mantuvieron una relación sentimental y sexual por 5 años. 
Méndez y Pávez terminaron en buenos términos en octubre de 2020, pero "Igor" le comentó que se sentía muy solo sin ella, por lo cual ella aceptó ir a visitarlo el jueves 17 de diciembre de ese mismo año, cuando ella fue al departamento de Méndez, planeando quedarse ahí hasta el sábado de esa semana. Ahí, en un momento de ira (el cual Méndez atribuye a peleas constantes en la relación), el la degolló, usando un cuchillo de cocina para provocarle una herida en el cuello, terminando su vida instantáneamente. De ahí, escondió su cuerpo en una sábana y lo tiró dentro de su clóset. Le había mandado varios mensajes del número de Pávez a su familia y amigos, diciéndoles que su teléfono estaba estropeado, por lo cual no los podría mensajear ni llamar y no debería preocuparse por eso, una manera de ganarse tiempo. Aunque Méndez originalmente se ofreció a asistir en la búsqueda de la joven desaparecida, al ser cuestionado por miembros de la Policía de Investigaciones (PDI), se escapó, planeando escaparse del país otra vez, esta vez por avión, con un pasaporte venezolano.

## Investigación y proceso legal
Varios días más tarde, varios amigos de Méndez lograron entrar al apartamento de Méndez, tras lo cual encontraron el cuerpo sin vida de Pávez, por lo cual contactaron a las autoridades. La PDI logró encontrar la arma que usó en su muerte y además una encomienda con el nombre y dirección de su madre. Más tarde ese mismo mes, fue ubicado en un apartamento arrendado en Valparaíso, donde, tras no poder encontrar un vuelo fuera del país disponible por causa de la pandemia de COVID-19, planeaba escaparse por bus. Tras ser capturado, fue culpado de los crímenes de femicidio y uso de pasaporte falso. El 3 de junio de 2022, fue sentenciado: Por el primer cargo terminó siendo condenado a una condena de presidio perpetuo calificado, el cual en Chile se puede apelar tras un mínimo de 40 años de prisión servida. El cargo de uso de pasaporte falso fue finalmente absuelto, ya que el delito estaba prescrito según las leyes chilenas.

### Extradición a México
Después del funeral de María Isabel Pávez, el padre de Itzel Monroy, Héctor Monroy, se contacto con la familia de Pávez para confirmar que se trataba del mismo sujeto. En abril de 2021, la justicia mexicana le solicitó al estado de Chile la extradición carcelaria de Méndez para que pueda ser enjuiciado y encarcelado por el delito de "homicidio doloso calificado, con premeditación, ventaja, alevosía, traición y brutal ferocidad". Encarcelado, intentó apelar su sentencia de cadena perpetua, petición cual fue rechazada por la Corte de Apelaciones de Santiago, citando una falta de razón clara de la apelación y la brutalidad del crimen no provocado.